# کنفدراسیون فوتبال آسیا
کنفدراسیون فوتبال آسیا (به انگلیسی: Asian Football Confederation) با نام کوتاه ای‌اف‌سی، نهاد اداره‌کنندهٔ فوتبال، فوتسال و فوتبال ساحلی در بیش‌تر کشورهای قارهٔ آسیا است. این کنفدراسیون دارای ۴۷ کشور عضو است که مقر آن در شهر کوالالامپور در کشور مالزی قرار دارد، اما برخی از کشورهای آسیایی مانند آذربایجان، گرجستان، قزاقستان، ترکیه، روسیه، قبرس، ارمنستان و اسرائیل که در یوفا هستند، جزو این نهاد شمرده نمی‌شوند. از سوی دیگر، استرالیا، که پیش‌تر در اُاف‌سی بود، در سال ۲۰۰۶ به کنفدراسیون فوتبال آسیا پیوست؛ علاوه بر این دو کشور واقع در اقیانوسیه آرام یعنی گوام و جزایر ماریانای شمالی که از قلمروهای آمریکا به‌شمار می‌آیند، عضو ای‌اف‌سی هستند. هنگ کنگ و ماکائو هم، اگر چه کشورهای مستقل نیستند (هر دو از مناطق ویژهٔ اداری چین هستند)، ولی عضو ای‌اف‌سی به‌شمار می‌آیند. شیخ سلمان از سال ۲۰۱۳ ریاست این کنفدراسیون را بر عهده دارد.

## پیشینه
کنفدراسیون فوتبال آسیا در ۸ مه ۱۹۵۴ بنیان‌گذاری شد. افغانستان، برمه (میانمار)، جمهوری چین (تایوان)، هنگ کنگ، ایران، هند، اسرائیل، اندونزی، ژاپن، کره جنوبی، پاکستان، فیلیپین، سنگاپور و ویتنام جنوبی نخستین عضوهای این کنفدراسیون بودند.
کنفدراسیون فوتبال زنان آسیا (ای‌ال‌اف‌سی) بخشی از ای‌اف‌سی بود که فوتبال زنان قاره آسیا را گردانش می‌کرد. این کنفدراسیون به گونه جداگانه در آوریل ۱۹۶۸ در نشستی با بودن کشورهایی چون تایوان، هنگ کنگ، مالزی و سنگاپور پایه‌گذاری شد. در سال ۱۹۶۸ ای‌ال‌اف‌سی با ای‌اف‌سی در هم آمیخته شد. کنفدراسیون فوتبال آسیا دست به برگزاری جام ملت‌های زن‌های آسیا از سال ۱۹۷۵ به بعد زد و همچنین تلاش در برگزاری هرچه بهتر مسابقه‌های قهرمانی زیر ۱۹ ساله‌های زن‌های آسیا و مسابقه‌های قهرمانی زیر ۱۷ ساله‌های زن‌های آسیا می‌کند.

## زیرشاخه‌ها

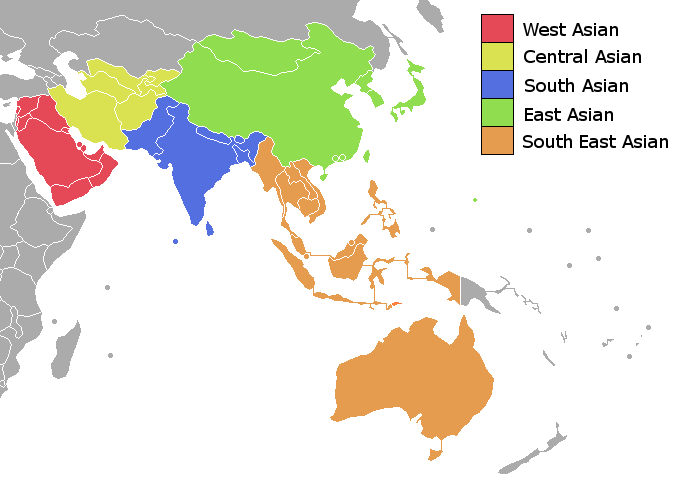
بخش‌بندی کنفدراسیون فوتبال آسیا برای فدراسیون‌های هر بخش

ای‌اف‌سی دارای ۴۷ کشور عضو می‌باشد که در پنج بخش، تقسیم شده‌اند.
- ۱۰ عضو از شرق آسیا
- ۶ عضو از آسیای میانه
- ۱۲ عضو از جنوب شرقی آسیا
- ۱۲ عضو از غرب آسیا
- ۷ عضو از جنوب آسیا

## اعضای سابق
- اسرائیل ۱۹۷۴–۱۹۵۴؛ در سال ۱۹۹۴، در نتیجه یک طرح پیشنهادی از سوی کویت در یک رأی‌گیری با ۱۷ رأی موافق، ۱۳ رأی مخالف و ۶ رأی ممتنع، از رقابت‌های ای‌اف‌سی حذف شد و به یوفا پیوست.[نیازمند منبع]
- نیوزیلند ۱۹۶۴؛[۷] در ۱۹۶۶ به عضویت کنفدراسیون فوتبال اقیانوسیه درآمد.
- قزاقستان ۲۰۰۲–۱۹۹۳؛ در ۲۰۰۲ به عضویت یوفا درآمد.
- یمن جنوبی ۱۹۷۲–۱۹۹۰؛ با پیوستن به یمن شمالی، اتحادیه فوتبال یمن را تشکیل دادند.

## مسابقات

### بین‌المللی
ای‌اف‌سی برگزاری مسابقات جام ملت‌های آسیا و جام ملت‌های زنان آسیا و همچنین جام همبستگی آسیا را برعهده دارد، هر سه تورنمنت هر چهار سال یک‌بار برگزار می‌شود. ای‌اف‌سی همچنین مسابقات قهرمانی فوتسال آسیا، مسابقات قهرمانی فوتبال ساحلی آسیا، مسابقات قهرمانی جوانان در تمامی سطوح و سن‌ها و مسابقات مقدماتی آسیا برای رسیدن به جام جهانی فوتبال مردان، جام جهانی فوتبال زنان و بازی‌های تابستانی المپیک را برگزار می‌کند.
علاوه بر مسابقات بین‌المللی ای‌اف‌سی، هر منطقه از ای‌اف‌سی (فدراسیون منطقه‌ای) مسابقات قهرمانی خود را برای تیم‌های ملی برگزار می‌کند که عبارت است از: مسابقات قهرمانی شرق آسیا، مسابقات قهرمانی جنوب آسیا، مسابقات قهرمانی آسه‌آن و مسابقات قهرمانی غرب آسیا و قهرمانی فوتبال مرکز آسیا (کافا).

### باشگاهی
برترین قهرمانی در سطح باشگاهی ای‌اف‌سی، لیگ نخبگان آسیا است که در فصل ۰۳–۲۰۰۲ آغاز شد (جام باشگاه‌های آسیا و جام در جام آسیا به لیگ قهرمانان آسیا تغییر نام پیدا کرد) و ۱ تا ۴ تیم برتر هر کشور در این لیگ حضور دارند (تعداد تیم‌ها بستگی به رتبه‌بندی هر کشور دارد و به فراخور آن می‌تواند افزایش یا کاهش یابد)، این رقابت فقط شامل تیم‌های برتر آسیا می‌باشد.
دومین رقابت برتر، ای‌اف‌سی کاپ می‌باشد، این مسابقه توسط ای‌اف‌سی در سال ۲۰۰۴ آغاز شد. سومین رقابت نیز، پرزیدنت کاپ آسیا است که شروع آن به سال ۲۰۰۵ و پایان آن به سال ۲۰۱۵ بر می‌گردد.
اولین رقابت باشگاهی برای بانوان لیگ قهرمانان بانوان آسیا است
ای‌اف‌سی همچنین تورنمنت‌های سالانه برای باشگاه‌های فوتسال آسیا تحت عنوان لیگ قهرمانان فوتسال آسیا برگزار می‌کند.

### تغییرات اساسی در سال ۲۰۲۴
کنفدراسیون فوتبال آسیا تغییراتی در رقابت‌های زیرمجموعه خود اعمال کرد. نشست کمیته مسابقات کنفدراسیون فوتبال آسیا (AFC) جمعه ۴ خرداد ۱۴۰۳ در العین امارات برگزار شد. با تصمیم اعضا، قرار است مسابقات زیر ۲۳ سال قهرمانی آسیا به‌جای دو سال، هر چهار سال برگزار شود. به این ترتیب، تیم‌های امید کشورهای آسیایی از سال ۲۰۲۸ تنها برای تعیین سهمیه‌های قاره کهن در المپیک با هم رقابت می‌کنند. همچنین با توجه به تصمیم اخیر فدراسیون جهانی فوتبال (فیفا) مبنی بر برگزاری مسابقات جام جهانی زیر ۱۷ سال در هر سال با حضور ۴۸ تیم، رقابت‌های فوتبال زیر ۱۷ سال قهرمانی آسیا نیز هر سال برگزار خواهد شد. به‌جز میزبان، قاره آسیا در این مسابقات هشت سهمیه خواهد داشت. همچنین میزبانی مسابقات زیر ۲۰ سال قهرمانی آسیا ۲۰۲۵ به چین واگذار شد و عربستان میزبانی مسابقات زیر ۱۷ سال قهرمانی آسیا ۲۰۲۵ را بر عهده گرفت. با توجه به تغییرات اخیر مسابقات باشگاهی آسیا، الزامات فینال لیگ قهرمانان آسیا در فینال لیگ نخبگان آسیا اعمال خواهد شد. همچنین الزامات ورودی لیگ قهرمانان آسیا (به‌جز فینال) برای لیگ نخبگان (به‌جز فینال) اجرا می‌شود. الزامات سطح دوم فوتبال باشگاهی آسیا (لیگ قهرمانان آسیای ۲) و مسابقات AFC CUP برای سطح سوم رقابت‌ها (چلنج لیگ آسیا یا AFC Challenge League) در نظر گرفته خواهد شد.
در مورد مسابقات فوتسال هم در اردیبهشت ۱۴۰۳ تصمیم گرفته شد مسابقات فوتسال زنان آسیا بعد از ۷ سال وقفه، در سال ۲۰۲۵ برگزار شود. هم رقابت مردان و هم زنان احتمال دارد به جای دو سال یکبار، چهارسال یکبار شود و مسابقات مقدماتی جام جهانی مجزا شود. بحث‌هایی در مورد از سرگیری مسابقات باشگاهی فوتسال مردان و راه اندازی مسابقات باشگاهی فوتسال زنان در جریان است.

## قهرمانان کنونی

نماد جام ملت‌های آسیا ۲۰۲۳

| نام رقابت‌ها                         | سال          | قهرمان              | نایب قهرمان      | دوره بعدی    |
| رقابت‌های ملی                        | رقابت‌های ملی | رقابت‌های ملی        | رقابت‌های ملی     | رقابت‌های ملی |
| ----------------------------------- | ------------ | ------------------- | ---------------- | ------------ |
| جام ملت‌های آسیا                     | ۲۰۲۳         | قطر                 | اردن             | ۲۰۲۷         |
| مسابقات فوتبال زیر ۲۳ سال آسیا      | ۲۰۲۴         | ژاپن                | ازبکستان         | ۲۰۲۶         |
| جام ملت‌های زیر ۲۰ سال آسیا          | ۲۰۲۳         | ازبکستان            | عراق             | ۲۰۲۵         |
| جام ملت‌های زیر ۱۷ سال آسیا          | ۲۰۲۳         | ژاپن                | کرهٔ جنوبی        | ۲۰۲۵         |
| جام ملت‌های فوتسال آسیا              | ۲۰۲۴         | ایران               | ژاپن             | ۲۰۲۶         |
| جام ملت‌های فوتبال ساحلی آسیا        | ۲۰۲۳         | ایران               | ژاپن             | ۲۰۲۵         |
| رقابت‌های باشگاهی                    |              |                     |                  |              |
| لیگ نخبگان آسیا                     | ۲۰۲۴_۲۰۲۳    | العین               | یوکوهاما مارینوس | ۲۰۲۵_۲۰۲۴    |
| لیگ دو قهرمانان آسیا                | ۲۰۲۴_۲۰۲۳    | سنترال کوست مارینرز | العهد            | ۲۰۲۵_۲۰۲۴    |
| رقابت‌های ملی (زنان)                 |              |                     |                  |              |
| جام ملت‌های زنان آسیا                | ۲۰۲۲         | چین                 | کره جنوبی        | ۲۰۲۶         |
| مسابقات فوتبال زیر ۲۰ سال زنان آسیا | ۲۰۲۴         | کره شمالی           | ژاپن             | ۲۰۲۶         |
| مسابقات فوتبال زیر ۱۷ سال زنان آسیا | ۲۰۱۹         | کره شمالی           | ژاپن             | ۲۰۲۶         |

### رقابت‌های آسیایی
| باشگاهی: - لیگ قهرمانان آسیا - ای‌اف‌سی کاپ - جام کشورهای خلیج فارس - لیگ قهرمانان فوتسال آسیا منحل شده - جام برندگان آسیا - سوپرجام آسیا - پرزیدنت کاپ آسیا | تیم‌های ملی: - جام ملت‌های آسیا - لیگ ملت‌های آسیا - قهرمانی زیر ۲۳ سال آسیا - قهرمانی زیر ۱۹ سال آسیا - قهرمانی زیر ۱۶ سال آسیا - قهرمانی زیر ۱۴ سال آسیا - جام ملت‌های زنان آسیا - قهرمانی زیر ۱۹ سال زنان آسیا - قهرمانی زیر ۱۶ سال زنان آسیا - جام همبستگی آسیا - قهرمانی فوتسال آسیا - قهرمانی فوتسال زیر ۲۰ سال آسیا - قهرمانی فوتسال زنان آسیا - قهرمانی فوتبال ساحلی آسیا منحل شده - چلنج کاپ آسیا | بین قاره‌ای: - جام باشگاه‌های فوتبال جهان - قهرمانی بانک سوروگا منحل شده - جام بین قاره‌ای - چلنج کاپ آسیا–اقیانوسیه - جام ملت‌های آفریقا–آسیا - جام باشگاهی آفریقا–آسیا |

## رده‌بندی

### رده‌بندی فوتبال

#### رده‌بندی فوتبال مردان فیفا
| رده در آسیا | رده در جهان | فدراسیون منطقه‌ای | کشور       | امتیاز  |
| ----------- | ----------- | ---------------- | ---------- | ------- |
| ۱           | ۱۸          | ئی‌ای‌اف‌اف         | ژاپن       | ۱۶۲۸٫۸۱ |
| ۲           | ۲۰          | کافا             | ایران      | ۱۶۱۱٫۱۶ |
| ۳           | ۲۳          | ئی‌ای‌اف‌اف         | کره جنوبی  | ۱۵۷۲٫۸۷ |
| ۴           | ۲۴          | ای‌اف‌اف           | استرالیا   | ۱۵۷۱٫۲۹ |
| ۵           | ۳۴          | دَبلیوای‌اف‌اف      | قطر        | ۱۵۰۴٫۰۶ |
| ۶           | ۵۵          | دَبلیوای‌اف‌اف      | عراق       | ۱۴۳۳٫۰۷ |
| ۷           | ۵۶          | دَبلیوای‌اف‌اف      | عربستان    | ۱۴۳۱٫۳۰ |
| ۸           | ۶۱          | کافا             | ازبکستان   | ۱۳۹۷٫۴۱ |
| ۹           | ۶۸          | دَبلیوای‌اف‌اف      | اردن       | ۱۳۷۴٫۱۳ |
| ۱۰          | ۶۹          | دَبلیوای‌اف‌اف      | امارات     | ۱۳۶۸٫۸۴ |
| ۱۱          | ۷۶          | دَبلیوای‌اف‌اف      | عمان       | ۱۳۲۶٫۱۸ |
| ۱۲          | ۸۰          | دَبلیوای‌اف‌اف      | بحرین      | ۱۳۰۲٫۸۶ |
| ۱۳          | ۸۷          | ئی‌ای‌اف‌اف         | چین        | ۱۲۶۷٫۵۱ |
| ۱۴          | ۹۳          | دَبلیوای‌اف‌اف      | سوریه      | ۱۲۴۶٫۶۸ |
| ۱۵          | ۹۶          | دَبلیوای‌اف‌اف      | فلسطین     | ۱۲۳۱٫۲۵ |
| ۱۶          | ۱۰۱         | ای‌اف‌اف           | تایلند     | ۱۲۱۸٫۵۶ |
| ۱۷          | ۱۰۲         | کافا             | قرقیزستان  | ۱۲۱۳٫۵۸ |
| ۱۸          | ۱۰۳         | کافا             | تاجیکستان  | ۱۲۱۲٫۴۱ |
| ۱۹          | ۱۱۰         | ئی‌ای‌اف‌اف         | کره شمالی  | ۱۱۸۳٫۹۶ |
| ۲۰          | ۱۱۵         | ای‌اف‌اف           | ویتنام     | ۱۱۶۸٫۰۲ |
| ۲۱          | ۱۱۶         | دَبلیوای‌اف‌اف      | لبنان      | ۱۱۶۷٫۶۴ |
| ۲۲          | ۱۲۴         | اس‌ای‌اف‌اف         | هند        | ۱۱۳۹٫۳۹ |
| ۲۳          | ۱۳۳         | ای‌اف‌اف           | اندونزی    | ۱۱۰۸٫۷۳ |
| ۲۴          | ۱۳۴         | ای‌اف‌اف           | مالزی      | ۱۱۰۷٫۵۸ |
| ۲۵          | ۱۳۶         | دَبلیوای‌اف‌اف      | کویت       | ۱۰۹۸٫۴۲ |
| ۲۶          | ۱۴۴         | کافا             | ترکمنستان  | ۱۰۶۵٫۴۲ |
| ۲۷          | ۱۴۷         | ای‌اف‌اف           | فیلیپین    | ۱۰۵۳٫۰۳ |
| ۲۸          | ۱۵۱         | کافا             | افغانستان  | ۱۰۳۴٫۳۷ |
| ۲۹          | ۱۵۶         | دَبلیوای‌اف‌اف      | یمن        | ۱۰۲۱٫۲۴ |
| ۳۰          | ۱۵۹         | ئی‌ای‌اف‌اف         | هنگ کنگ    | ۱۰۱۱٫۹۱ |
| ۳۱          | ۱۶۱         | ای‌اف‌اف           | سنگاپور    | ۱۰۰۸٫۲۶ |
| ۳۲          | ۱۶۳         | اس‌ای‌اف‌اف         | مالدیو     | ۱۰۰۳٫۴۸ |
| ۳۳          | ۱۶۵         | ئی‌ای‌اف‌اف         | چین تایپه  | ۹۹۱٫۳۴  |
| ۳۴          | ۱۶۶         | ای‌اف‌اف           | میانمار    | ۹۸۸٫۹۸  |
| ۳۵          | ۱۷۵         | اس‌ای‌اف‌اف         | نپال       | ۹۳۵٫۹۳  |
| ۳۶          | ۱۸۰         | ای‌اف‌اف           | کامبوج     | ۹۲۴٫۵۲  |
| ۳۷          | ۱۸۲         | اس‌ای‌اف‌اف         | بوتان      | ۹۰۴٫۱۰  |
| ۳۸          | ۱۸۴         | اس‌ای‌اف‌اف         | بنگلادش    | ۸۹۶٫۶۷  |
| ۳۹          | ۱۸۵         | ئی‌ای‌اف‌اف         | ماکائو     | ۸۹۶٫۶۲  |
| ۴۰          | ۱۸۸         | ای‌اف‌اف           | لائوس      | ۸۸۹٫۶۲  |
| ۴۱          | ۱۸۹         | ئی‌ای‌اف‌اف         | مغولستان   | ۸۸۴٫۹۲  |
| ۴۲          | ۱۹۰         | ای‌اف‌اف           | برونئی     | ۸۸۱٫۷۳  |
| ۴۳          | ۱۹۶         | ای‌اف‌اف           | تیمور شرقی | ۸۴۳٫۴۰  |
| ۴۴          | ۱۹۷         | اس‌ای‌اف‌اف         | پاکستان    | ۸۴۲٫۵۹  |
| ۴۵          | ۲۰۴         | ئی‌ای‌اف‌اف         | گوآم       | ۸۲۱٫۹۱  |
| ۴۶          | ۲۰۵         | اس‌ای‌اف‌اف         | سری‌لانکا   | ۸۲۰٫۳۲  |

##### تیم‌های برتر سال
| سال  | اول       | دوم       | سوم       | چهارم     |
| ---- | --------- | --------- | --------- | --------- |
| ۲۰۲۳ | ژاپن      | ایران     | کره جنوبی | استرالیا  |
| ۲۰۲۲ | ژاپن      | ایران     | کره جنوبی | استرالیا  |
| ۲۰۲۱ | ایران     | ژاپن      | کرهٔ جنوبی | استرالیا  |
| ۲۰۲۰ | ژاپن      | ایران     | کره جنوبی | استرالیا  |
| ۲۰۱۹ | ژاپن      | ایران     | کره جنوبی | استرالیا  |
| ۲۰۱۸ | ایران     | استرالیا  | ژاپن      | کره جنوبی |
| ۲۰۱۷ | ایران     | ژاپن      | کره جنوبی |           |
| ۲۰۱۶ | ایران     | کره جنوبی | ژاپن      | استرالیا  |
| ۲۰۱۵ | ایران     | کره جنوبی | ژاپن      | استرالیا  |
| ۲۰۱۴ | ایران     | ژاپن      | کره جنوبی | استرالیا  |
| ۲۰۱۳ | ایران     | ژاپن      | کره جنوبی | استرالیا  |
| ۲۰۱۲ | ژاپن      | کرهٔ جنوبی | استرالیا  | ایران     |
| ۲۰۱۱ | ژاپن      | استرالیا  | کرهٔ جنوبی | ایران     |
| ۲۰۱۰ | استرالیا  | ژاپن      | کره جنوبی | ایران     |
| ۲۰۰۸ | استرالیا  | ژاپن      | کره جنوبی | ایران     |
| ۲۰۰۷ | ژاپن      | ایران     | کره جنوبی | استرالیا  |
| ۲۰۰۶ | ایران     | استرالیا  | ازبکستان  | ژاپن      |
| ۲۰۰۵ | ژاپن      | ایران     | کره جنوبی | عربستان   |
| ۲۰۰۴ | ژاپن      | ایران     | کره جنوبی | عربستان   |
| ۲۰۰۳ | کره جنوبی | عربستان   | ایران     | ژاپن      |
| ۲۰۰۲ | کره جنوبی | ژاپن      | ایران     | عربستان   |
| ۲۰۰۱ | ایران     | عربستان   | ژاپن      | کرهٔ جنوبی |
| ۲۰۰۰ | عربستان   | ایران     | ژاپن      | کره جنوبی |
| ۱۹۹۹ | عربستان   | ژاپن      | کره جنوبی | امارات    |
| ۱۹۹۸ | عربستان   | ژاپن      | کویت      | ایران     |
| ۱۹۹۷ | ژاپن      | کره جنوبی | ایران     | کویت      |
| ۱۹۹۶ | ژاپن      | عربستان   | کره جنوبی | ایران     |
| ۱۹۹۵ | ژاپن      | کره جنوبی | امارات    | چین       |
| ۱۹۹۴ | عربستان   | کره جنوبی | امارات    | چین       |
| ۱۹۹۳ | عربستان   | کره جنوبی | ژاپن      | امارات    |

#### رده‌بندی فوتبال زنان فیفا
| رده در آسیا | رده در جهان | فدراسیون منطقه‌ای | کشور       | امتیاز  |
| ----------- | ----------- | ---------------- | ---------- | ------- |
| ۱           | ۷           | ئی‌ای‌اف‌ف          | ژاپن       | ۱۹۷۴٫۳۴ |
| ۲           | ۹           | ئی‌ای‌اف‌ف          | کره شمالی  | ۱۹۴۴٫۲۳ |
| ۳           | ۱۵          | ای‌اف‌اف           | استرالیا   | ۱۸۵۷٫۱۵ |
| ۴           | ۱۸          | ئی‌ای‌اف‌ف          | چین        | ۱۸۰۴٫۳۷ |
| ۵           | ۱۹          | ئی‌ای‌اف‌ف          | کره جنوبی  | ۱۷۹۴٫۲۹ |
| ۶           | ۳۷          | ای‌اف‌اف           | ویتنام     | ۱۶۱۱٫۳۰ |
| ۷           | ۳۹          | ای‌اف‌اف           | فیلیپین    | ۱۵۵۷٫۵۸ |
| ۸           | ۴۱          | ئی‌ای‌اف‌ف          | چین تایپه  | ۱۵۴۵٫۴۶ |
| ۹           | ۴۷          | ای‌اف‌اف           | تایلند     | ۱۵۲۰٫۶۲ |
| ۱۰          | ۴۸          | کافا             | افغانستان  | ۱۵۱۶٫۹۵ |
| ۱۱          | ۵۴          | ای‌اف‌اف           | میانمار    | ۱۴۸۱٫۴۴ |
| ۱۲          | ۶۴          | کافا             | ایران      | ۱۳۹۸٫۰۰ |
| ۱۳          | ۶۸          | اس‌ای‌اف‌اف         | هند        | ۱۳۸۹٫۰۲ |
| ۱۴          | ۷۴          | دَبلیوای‌اف‌اف      | اردن       | ۱۳۳۱٫۱۷ |
| ۱۵          | ۷۹          | ئی‌ای‌اف‌ف          | هنگ کنگ    | ۱۲۷۹٫۹۹ |
| ۱۶          | ۹۲          | ای‌اف‌اف           | لائوس      | ۱۲۱۷٫۳۴ |
| ۱۷          | ۹۴          | دَبلیوای‌اف‌اف      | بحرین      | ۱۲۱۶٫۴۸ |
| ۱۸          | ۹۶          | ای‌اف‌اف           | مالزی      | ۱۲۱۳٫۲۱ |
| ۱۹          | ۹۹          | اس‌ای‌اف‌اف         | نپال       | ۱۲۰۸٫۴۲ |
| ۲۰          | ۱۰۰         | ئی‌ای‌اف‌ف          | گوآم       | ۱۲۰۶٫۲۷ |
| ۲۱          | ۱۰۴         | ای‌اف‌اف           | اندونزی    | ۱۱۹۵٫۹۶ |
| ۲۲          | ۱۱۵         | دَبلیوای‌اف‌اف      | امارات     | ۱۱۵۸٫۲۶ |
| ۲۳          | ۱۱۹         | ای‌اف‌اف           | کامبوج     | ۱۱۴۴٫۵۶ |
| ۲۴          | ۱۲۶         | ئی‌ای‌اف‌ف          | مغولستان   | ۱۱۰۳٫۷۷ |
| ۲۵          | ۱۲۸         | دَبلیوای‌اف‌اف      | فلسطین     | ۱۱۰۰٫۴۲ |
| ۲۶          | ۱۲۹         | کافا             | قرقیزستان  | ۱۰۹۹٫۵۷ |
| ۲۷          | ۱۳۴         | دَبلیوای‌اف‌اف      | لبنان      | ۱۰۹۰٫۵۹ |
| ۲۸          | ۱۳۸         | ای‌اف‌اف           | سنگاپور    | ۱۰۷۷٫۳۴ |
| ۲۹          | ۱۳۹         | اس‌ای‌اف‌اف         | بنگلادش    | ۱۰۷۶٫۱۸ |
| ۳۰          | ۱۴۰         | کافا             | ترکمنستان  | ۱۰۷۵٫۴۱ |
| ۳۱          | ۱۵۴         | کافا             | تاجیکستان  | ۹۹۱٫۲۰  |
| ۳۲          | ۱۵۷         | اس‌ای‌اف‌اف         | سری‌لانکا   | ۹۵۵٫۲۱  |
| ۳۳          | ۱۵۸         | اس‌ای‌اف‌اف         | پاکستان    | ۹۴۹٫۵۴  |
| ۳۴          | ۱۵۹         | ای‌اف‌اف           | تیمور شرقی | ۹۴۶٫۰۱  |
| ۳۵          | ۱۶۱         | اس‌ای‌اف‌اف         | مالدیو     | ۹۳۸٫۵۵  |
| ۳۶          | ۱۶۲         | دَبلیوای‌اف‌اف      | سوریه      | ۹۳۱٫۴۲  |
| ۳۷          | ۱۷۲         | دَبلیوای‌اف‌اف      | عراق       | ۸۶۲٫۸۰  |
| ۳۸          | ۱۷۳         | ئی‌ای‌اف‌اف         | ماکائو     | ۸۵۰٫۹۱  |
| ۳۹          | ۱۷۴         | دَبلیوای‌اف‌اف      | عربستان    | ۸۴۷٫۲۷  |
| ۴۰          | ۱۷۵         | اس‌ای‌اف‌اف         | بوتان      | ۸۴۵٫۴۶  |

##### تیم‌های برتر سال
| سال  | اول       | دوم       | سوم       | چهارم     |
| ---- | --------- | --------- | --------- | --------- |
| ۲۰۲۳ | ژاپن      | کره شمالی | استرالیا  | چین       |
| ۲۰۲۲ | کره شمالی | ژاپن      | استرالیا  | چین       |
| ۲۰۲۱ | کره شمالی | چین       | ژاپن      | کره جنوبی |
| ۲۰۲۰ | استرالیا  | ژاپن      | چین       | کره جنوبی |
| ۲۰۱۹ | استرالیا  | ژاپن      | کره شمالی | چین       |
| ۲۰۱۸ | استرالیا  | ژاپن      | کرهٔ شمالی | کره جنوبی |
| ۲۰۱۷ | استرالیا  | ژاپن      | کره شمالی | کره جنوبی |
| ۲۰۱۶ | استرالیا  | ژاپن      | کره شمالی | چین       |
| ۲۰۱۵ | ژاپن      | کره شمالی | استرالیا  | چین       |
| ۲۰۱۴ | ژاپن      | کرهٔ شمالی | استرالیا  | چین       |
| ۲۰۱۳ | ژاپن      | استرالیا  | کرهٔ شمالی |           |
| ۲۰۱۲ | ژاپن      | استرالیا  | کرهٔ شمالی | کره جنوبی |
| ۲۰۱۱ | ژاپن      | کره شمالی | استرالیا  | کره جنوبی |
| ۲۰۱۰ | ژاپن      | کرهٔ شمالی | استرالیا  | چین       |
| ۲۰۰۹ | کره شمالی | ژاپن      | چین       | استرالیا  |
| ۲۰۰۸ | کرهٔ شمالی | ژاپن      | چین       | استرالیا  |
| ۲۰۰۷ | کرهٔ شمالی | ژاپن      | استرالیا  | چین       |
| ۲۰۰۶ | کره شمالی | چین       | ژاپن      | کره جنوبی |
| ۲۰۰۵ | کره شمالی | چین       | ژاپن      | کره جنوبی |
| ۲۰۰۴ | چین       | کره شمالی | ژاپن      | کرهٔ جنوبی |
| ۲۰۰۳ | چین       | کره شمالی | ژاپن      | چین تایپه |

#### رده‌بندی مسابقات باشگاهی آسیایی
| رده | کشور                 | امتیاز  |
| --- | -------------------- | ------- |
| ۱   | عربستان              | ۱۰۳٫۱۴۸ |
| ۲   | ژاپن                 | ۹۶٫۹۹۹  |
| ۳   | کره جنوبی            | ۹۳٫۶۰۰  |
| ۴   | امارات               | ۷۴٫۸۷۳  |
| ۵   | قطر                  | ۷۰٫۳۳۰  |
| ۶   | ایران                | ۶۸٫۶۴۰  |
| ۸   | چین                  | ۵۷٫۷۶۴  |
| ۸   | تایلند               | ۴۹٫۵۴۶  |
| ۹   | ازبکستان             | ۴۷٫۲۵۹  |
| ۱۰  | عراق                 | ۳۷٫۱۸۸  |
| ۱۱  | استرالیا             | ۳۴٫۷۰۳  |
| ۱۲  | مالزی                | ۳۱٫۳۳۱  |
| ۱۳  | اردن                 | ۳۰٫۴۰۳  |
| ۱۴  | ویتنام               | ۲۸٫۶۵۷  |
| ۱۵  | هنگ کنگ              | ۲۶٫۸۸۸  |
| ۱۶  | بحرین                | ۲۳٫۳۶۸  |
| ۱۷  | هند                  | ۲۲٫۸۰۶  |
| ۱۸  | تاجیکستان            | ۲۲٫۴۹۳  |
| ۱۹  | ترکمنستان            | ۲۰٫۲۱۷  |
| ۲۰  | عمان                 | ۲۰٫۰۴۸  |
| ۲۱  | لبنان                | ۱۸٫۷۱۱  |
| ۲۲  | کویت                 | ۱۷٫۸۱۸  |
| ۲۳  | سنگاپور              | ۱۷٫۳۵۰  |
| ۲۴  | بنگلادش              | ۱۷٫۱۲۵  |
| ۲۵  | فیلیپین              | ۱۶٫۲۳۰  |
| ۲۶  | سوریه                | ۱۵٫۹۷۲  |
| ۲۷  | قرقیزستان            | ۱۵٫۵۰۰  |
| ۲۸  | اندونزی              | ۱۴٫۸۱۶  |
| ۲۹  | کره شمالی            | ۱۳٫۹۲۳  |
| ۳۰  | مالدیو               | ۱۰٫۴۹۰  |
| ۳۱  | کامبوج               | ۱۰٫۳۷۵  |
| ۳۲  | میانمار              | ۷٫۵۸۱   |
| ۳۳  | چین تایپه            | ۶٫۹۷۸   |
| ۳۴  | مغولستان             | ۵٫۳۰۰   |
| ۳۵  | فلسطین               | ۴٫۹۸۴   |
| ۳۶  | ماکائو               | ۳٫۷۷۰   |
| ۳۷  | لائوس                | ۱٫۱۹۸   |
| ۳۸  | نپال                 | ۰٫۹۱۷   |
| ۳۹  | سری‌لانکا             | ۰٫۵۵۵   |
| ۴۰  | بوتان                | ۰٫۵۰۵   |
| ۴۱  | برونئی               | ۰٫۱۰۰   |
| ۴۲  | افغانستان            | ۰٫۰۷۵   |
| ۴۳  | یمن                  | ۰       |
| ۴۳  | پاکستان              | ۰       |
| ۴۳  | تیمور شرقی           | ۰       |
| ۴۳  | گوآم                 | ۰       |
| ۴۳  | جزایر ماریانای شمالی | ۰       |

#### رده‌بندی فوتبال الو
| رده در آسیا | رده در جهان | فدراسیون منطقه‌ای | کشور                 | امتیاز |
| ----------- | ----------- | ---------------- | -------------------- | ------ |
| ۱           | ۱۵          | ئی‌ای‌اف‌اف         | ژاپن                 | ۱۸۷۵   |
| ۲           | ۱۹          | کافا             | ایران                | ۱۸۳۱   |
| ۳           | ۲۸          | ئی‌ای‌اف‌اف         | کره جنوبی            | ۱۷۸۱   |
| ۴           | ۳۶          | ئی‌ای‌اف‌اف         | استرالیا             | ۱۷۴۰   |
| ۵           | ۴۷          | کافا             | ازبکستان             | ۱۶۹۹   |
| ۶           | ۵۳          | دَبلیوای‌اف‌اف      | عراق                 | ۱۶۵۴   |
| ۷           | ۵۶          | دَبلیوای‌اف‌اف      | اردن                 | ۱۶۱۹   |
| ۸           | ۶۸          | دَبلیوای‌اف‌اف      | قطر                  | ۱۵۶۵   |
| ۹           | ۶۹          | دَبلیوای‌اف‌اف      | عربستان              | ۱۵۶۲   |
| ۱۰          | ۷۹          | دَبلیوای‌اف‌اف      | امارات               | ۱۵۱۸   |
| ۱۱          | ۸۲          | دَبلیوای‌اف‌اف      | عمان                 | ۱۴۹۵   |
| ۱۲          | ۸۵          | دَبلیوای‌اف‌اف      | بحرین                | ۱۴۷۵   |
| ۱۳          | ۹۲          | ای‌اف‌اف           | تایلند               | ۱۴۵۱   |
| ۱۴          | ۹۷          | دَبلیوای‌اف‌اف      | سوریه                | ۱۴۳۸   |
| ۱۵          | ۱۰۵         | دَبلیوای‌اف‌اف      | فلسطین               | ۱۴۰۰   |
| ۱۶          | ۱۰۷         | ئی‌ای‌اف‌اف         | کره شمالی            | ۱۳۹۵   |
| ۱۷          | ۱۱۰         | ئی‌ای‌اف‌اف         | چین                  | ۱۳۸۷   |
| ۱۸          | ۱۲۰         | ای‌اف‌اف           | اندونزی              | ۱۳۵۶   |
| ۱۹          | ۱۲۳         | دَبلیوای‌اف‌اف      | کویت                 | ۱۳۴۹   |
| ۲۰          | ۱۳۴         | دَبلیوای‌اف‌اف      | لبنان                | ۱۳۰۴   |
| ۲۱          | ۱۳۸         | کافا             | تاجیکستان            | ۱۲۹۴   |
| ۲۲          | ۱۴۰         | کافا             | قرقیزستان            | ۱۲۹۰   |
| ۲۳          | ۱۴۲         | ای‌اف‌اف           | مالزی                | ۱۲۸۶   |
| ۲۴          | ۱۵۲         | ای‌اف‌اف           | ویتنام               | ۱۲۴۸   |
| ۲۵          | ۱۶۰         | کافا             | ترکمنستان            | ۱۲۰۴   |
| ۲۶          | ۱۶۳         | اس‌ای‌اف‌اف         | هند                  | ۱۱۷۴   |
| ۲۷          | ۱۶۷         | کافا             | افغانستان            | ۱۱۲۶   |
| ۲۸          | ۱۷۱         | ای‌اف‌اف           | سنگاپور              | ۱۱۰۹   |
| ۲۹          | ۱۷۱         | ئی‌ای‌اف‌اف         | هنگ کنگ              | ۱۱۰۶   |
| ۳۰          | ۱۷۳         | دَبلیوای‌اف‌اف      | یمن                  | ۱۱۰۰   |
| ۳۱          | ۱۷۶         | ای‌اف‌اف           | فیلیپین              | ۱۰۸۴   |
| ۳۲          | ۱۹۷         | ای‌اف‌اف           | میانمار              | ۹۱۱    |
| ۳۲          | ۱۹۷         | اس‌ای‌اف‌اف         | بنگلادش              | ۹۱۱    |
| ۳۴          | ۲۰۱         | اس‌ای‌اف‌اف         | نپال                 | ۸۹۸    |
| ۳۵          | ۲۰۲         | ئی‌ای‌اف‌اف         | چین تایپه            | ۸۹۰    |
| ۳۶          | ۲۰۳         | اس‌ای‌اف‌اف         | مالدیو               | ۸۷۹    |
| ۳۷          | ۲۰۷         | ای‌اف‌اف           | کامبوج               | ۸۳۲    |
| ۳۸          | ۲۰۸         | اس‌ای‌اف‌اف         | پاکستان              | ۸۲۴    |
| ۳۹          | ۲۱۴         | ئی‌ای‌اف‌اف         | مغولستان             | ۷۵۴    |
| ۴۰          | ۲۱۷         | اس‌ای‌اف‌اف         | سری‌لانکا             | ۷۰۶    |
| ۴۱          | ۲۲۰         | ئی‌ای‌اف‌اف         | گوآم                 | ۶۸۰    |
| ۴۲          | ۲۲۲         | ای‌اف‌اف           | تیمور شرقی           | ۶۷۳    |
| ۴۳          | ۲۲۴         | ای‌اف‌اف           | لائوس                | ۶۶۵    |
| ۴۳          | ۲۲۴         | ای‌اف‌اف           | برونئی               | ۶۶۵    |
| ۴۵          | ۲۳۱         | اس‌ای‌اف‌اف         | بوتان                | ۶۱۹    |
| ۴۶          | ۲۳۲         | ئی‌ای‌اف‌اف         | ماکائو               | ۶۱۴    |
| ۴۷          | ۲۳۹         | ئی‌ای‌اف‌اف         | جزایر ماریانای شمالی | ۴۵۲    |

### رده‌بندی فوتسال

#### رده‌بندی فوتسال مردان فیفا
| رده در آسیا | رده در جهان | کشور       | امتیاز  |
| ----------- | ----------- | ---------- | ------- |
| ۱           | ۶           | ایران      | ۱۴۹۵٫۷۴ |
| ۲           | ۱۱          | تایلند     | ۱۳۳۴٫۷۶ |
| ۳           | ۱۳          | ژاپن       | ۱۲۵۷٫۱۱ |
| ۴           | ۲۱          | ازبکستان   | ۱۱۸۷٫۹۷ |
| ۵           | ۲۸          | اندونزی    | ۱۱۴۲٫۸۴ |
| ۶           | ۳۰          | افغانستان  | ۱۱۳۱٫۳۱ |
| ۷           | ۳۳          | کویت       | ۱۱۲۱٫۸۱ |
| ۸           | ۳۴          | ویتنام     | ۱۱۱۷٫۰۲ |
| ۹           | ۴۰          | عراق       | ۱۰۹۱٫۲۷ |
| ۱۰          | ۴۲          | تاجیکستان  | ۱۰۷۳٫۲۷ |
| ۱۱          | ۴۳          | قرقیزستان  | ۱۰۷۲٫۸۱ |
| ۱۲          | ۴۹          | استرالیا   | ۱۰۴۹٫۰۱ |
| ۱۳          | ۵۰          | عربستان    | ۱۰۴۲٫۵۰ |
| ۱۴          | ۵۳          | لبنان      | ۱۰۳۲٫۴۲ |
| ۱۵          | ۵۵          | میانمار    | ۱۰۲۴٫۲۰ |
| ۱۶          | ۶۴          | لائوس      | ۹۹۵٫۲۸  |
| ۱۷          | ۶۶          | ترکمنستان  | ۹۹۲٫۳۵  |
| ۱۸          | ۷۲          | کره جنوبی  | ۹۸۰٫۸۸  |
| ۱۹          | ۷۵          | بحرین      | ۹۷۸٫۶۹  |
| ۲۰          | ۸۱          | مالزی      | ۹۷۱٫۰۶  |
| ۲۱          | ۸۳          | اردن       | ۹۶۸٫۳۱  |
| ۲۲          | ۸۵          | چین        | ۹۶۶٫۹۳  |
| ۲۳          | ۸۸          | چین تایپه  | ۹۶۴٫۲۱  |
| ۲۴          | ۹۳          | قطر        | ۹۴۵٫۳۲  |
| ۲۵          | ۹۵          | فیلیپین    | ۹۴۳٫۹۹  |
| ۲۶          | ۹۶          | عمان       | ۹۴۰٫۸۸  |
| ۲۷          | ۱۰۰         | امارات     | ۹۲۵٫۹۵  |
| ۲۸          | ۱۰۹         | مالدیو     | ۹۰۵٫۵۶  |
| ۲۹          | ۱۱۰         | تیمور شرقی | ۹۰۳٫۷۰  |
| ۳۰          | ۱۱۳         | مغولستان   | ۸۹۴٫۴۱  |
| ۳۱          | ۱۱۶         | برونئی     | ۸۸۲٫۵۱  |
| ۳۲          | ۱۱۷         | ماکائو     | ۸۷۸٫۴۴  |
| ۳۳          | ۱۲۰         | هنگ کنگ    | ۸۶۶٫۱۶  |
| ۳۴          | ۱۲۱         | نپال       | ۸۶۵٫۹۶  |
| ۳۵          | ۱۲۲         | فلسطین     | ۸۶۳٫۵۷  |
| ۳۶          | ۱۲۴         | کامبوج     | ۸۵۷٬۲۲  |
| ۳۷          | ۱۳۵         | هند        | ۷۵۶٫۱۳  |

#### رده‌بندی فوتسال زنان فیفا
| رده در آسیا | رده در جهان | کشور      | امتیاز  |
| ----------- | ----------- | --------- | ------- |
| ۱           | ۶           | تایلند    | ۱۱۶۲٫۱۷ |
| ۲           | ۹           | ایران     | ۱۱۴۰٫۹۹ |
| ۳           | ۱۰          | ژاپن      | ۱۱۳۹٫۵۴ |
| ۴           | ۱۱          | ویتنام    |         |
| ۵           | ۱۸          | ازبکستان  | ۱۰۴۵٫۱۵ |
| ۶           | ۲۴          | اندونزی   | ۱۰۲۹٫۰۷ |
| ۷           | ۲۵          | چین تایپه | ۱۰۲۲٫۶۲ |
| ۸           | ۲۶          | چین       | ۱۰۲۰٫۳۷ |
| ۹           | ۲۸          | مالزی     | ۹۸۷٫۷۲  |
| ۱۰          | ۲۹          | لبنان     | ۹۸۱٫۱۸  |
| ۱۱          | ۳۱          | هنگ کنگ   | ۹۷۹٫۰۲  |
| ۱۲          | ۳۴          | فلسطین    | ۹۷۴٫۵۸  |
| ۱۳          | ۳۶          | بحرین     | ۹۶۲٫۲۲  |
| ۱۴          | ۳۷          | میانمار   | ۹۵۵٫۵۲  |
| ۱۵          | ۳۸          | ترکمنستان | ۹۴۵٫۴۳  |
| ۱۶          | ۴۲          | بنگلادش   | ۹۲۰٫۳۸  |
| ۱۷          | ۴۵          | ماکائو    | ۹۱۶٫۲۰  |
| ۱۸          | ۴۶          | عربستان   | ۹۱۵٫۲۳  |
| ۱۹          | ۴۸          | افغانستان | ۹۰۷٫۱۳  |
| ۲۰          | ۵۳          | عراق      | ۸۸۷٫۸۸  |
| ۲۱          | ۵۵          | امارات    | ۸۸۵٫۳۵  |
| ۲۲          | ۵۸          | گوآم      | ۸۶۷٫۵۱  |
| ۲۳          | ۵۹          | فیلیپین   | ۸۶۶٫۳۸  |
| ۲۴          | ۶۱          | کویت      | ۸۶۳٫۴۳  |
| ۲۵          | ۶۹          | قرقیزستان | ۸۵۰٫۳۴  |
| ۲۶          | ۷۰          | عمان      | ۸۴۸٫۴۶  |
| ۲۷          | ۷۲          | تاجیکستان | ۸۲۸٫۶۷  |

### رده‌بندی تیم‌های ملی فوتبال ساحلی
| آسیا | جهان | کشور              | امتیاز |
| ---- | ---- | ----------------- | ------ |
| ۱    | ۶    | ایران             | 1994   |
| ۲    | ۷    | امارات متحدهٔ عربی | 1896   |
| ۳    | ۱۴   | ژاپن              | ۹۴۵    |
| ۴    | ۲۱   | عمان              | ۵۵۵    |
| ۵    | ۴۰   | لبنان             | ۲۱۷    |
| ۶    | ۴۷   | فلسطین            | ۱۷۷    |
| ۷    | ۵۵   | چین               | ۱۲۹    |
| ۸    | ۵۶   | بحرین             | ۱۲۸    |
| ۹    | ۶۵   | مالزی             | ۹۵     |
| ۱۰   | ۷۰   | عراق              | ۷۸     |
| ۱۱   | ۷۱   | تایلند            | ۷۷     |
| ۱۲   | ۷۴   | افغانستان         | ۶۹     |
| ۱۳   | ۷۹   | قطر               | ۶۱     |
| ۱۴   | ۸۲   | سوریه             | ۵۶     |
| ۱۵   | ۸۵   | کویت              | ۴۶     |
| ۱۵   | ۸۵   | قرقیزستان         | ۴۶     |
| ۱۷   | ۹۴   | عربستان سعودی     | ۳۰     |
| ۱۸   | ۱۰۸  | استرالیا          | ۰      |
| ۱۹   | ۱۱۱  | یمن               | ۰      |
| ۲۰   | ۱۱۲  | فیلیپین           | ۰      |
| ۲۱   | ۱۱۳  | اندونزی           | ۰      |
| ۲۲   | ۱۱۵  | ازبکستان          | ۰      |
| ۲۳   | ۱۱۵  | ویتنام            | ۰      |
| ۲۴   | ۱۱۵  | لائوس             | ۰      |

## تالار مشاهیر
- هری کیول[۱۰]
- بایچونگ بوتیا
- همایون بهزادی[۱۱]
- ندیم امیری[۱۲]
- یاسوهیکو وکودرا[۱۳]
- علی دایی
- هونگ میونگ-بو
- سو چین اون
- سامی الجابر
- سون ون
- ساوا همر

## مسابقه‌های بزرگ
- ۱ – رده ۱
- ۲ – رده ۲
- ۳ – رده ۳
- ۴ – رده ۴
- • — راه پیدا نکرده
- × — وارد مسابقات نشده / از دور مسابقات کنار رفته / از حضور منع شده / رد صلاحیت شده
- — میزبان

### جام جهانی
| کشور      | ۱۹۳۰          | ۱۹۳۴          | ۱۹۳۸          | ۱۹۵۰          | ۱۹۵۴          | ۱۹۵۸          | ۱۹۶۲          | ۱۹۶۶          | ۱۹۷۰          | ۱۹۷۴          | ۱۹۷۸          | ۱۹۸۲          | ۱۹۸۶          | ۱۹۹۰          | ۱۹۹۴          | ۱۹۹۸          | ۲۰۰۲          | ۲۰۰۶          | ۲۰۱۰         | ۲۰۱۴         | ۲۰۱۸         | ۲۰۲۲         | ۲۰۲۶         | ۲۰۳۰         | ۲۰۳۴         | روی هم |
| --------- | ------------- | ------------- | ------------- | ------------- | ------------- | ------------- | ------------- | ------------- | ------------- | ------------- | ------------- | ------------- | ------------- | ------------- | ------------- | ------------- | ------------- | ------------- | ------------ | ------------ | ------------ | ------------ | ------------ | ------------ | ------------ | ------ |
| کره جنوبی | ×             | ×             | ×             | ×             | ۱۶            | ×             | •             | ×             | •             | •             | •             | •             | ۲۱            | ۲۲            | ۲۰            | ۳۰            | ۴             | ۱۷            | ۱۵           | ۲۷           | ۱۹           | ۱۶           |              |              |              | ۱۱     |
| ژاپن      | ×             | ×             | ×             | ×             | •             | ×             | •             | ×             | •             | •             | •             | •             | •             | •             | •             | ۳۱            | ۹             | ۲۸            | ۹            | ۲۹           | ۱۵           | ۹            |              |              |              | ۷      |
| عربستان   | وجود نداشت.   | وجود نداشت.   | وجود نداشت.   | وجود نداشت.   | وجود نداشت.   | ×             | ×             | ×             | ×             | ×             | •             | •             | •             | •             | ۱۲            | ۲۸            | ۳۲            | ۲۸            | •            | •            | ۲۶           | ۲۵           |              |              |              | ۶      |
| ایران     | ×             | ×             | ×             | ×             | ×             | ×             | ×             | ×             | ×             | •             | ۱۴            | ×             | ×             | •             | •             | ۲۰            | •             | ۲۵            | •            | ۲۸           | ۱۸           | ۲۶           |              |              |              | ۶      |
| استرالیا  | در اُاف‌سی بود. | در اُاف‌سی بود. | در اُاف‌سی بود. | در اُاف‌سی بود. | در اُاف‌سی بود. | در اُاف‌سی بود. | در اُاف‌سی بود. | در اُاف‌سی بود. | در اُاف‌سی بود. | در اُاف‌سی بود. | در اُاف‌سی بود. | در اُاف‌سی بود. | در اُاف‌سی بود. | در اُاف‌سی بود. | در اُاف‌سی بود. | در اُاف‌سی بود. | در اُاف‌سی بود. | در اُاف‌سی بود. | ۲۱           | ۳۰           | ۲۸           | ۱۱           |              |              |              | ۴      |
| کره شمالی | وجود نداشت.   | وجود نداشت.   | وجود نداشت.   | ×             | ×             | ×             | ×             | ۷             | ×             | •             | ×             | •             | •             | •             | •             | ×             | ×             | •             | ۳۲           | •            | •            | ×            |              |              |              | ۲      |
| اسرائیل   | وجود نداشت.   | وجود نداشت.   | وجود نداشت.   | •             | •             | •             | •             | •             | ۱۳            | •             | در یوفا است.  | در یوفا است.  | در یوفا است.  | در یوفا است.  | در یوفا است.  | در یوفا است.  | در یوفا است.  | در یوفا است.  | در یوفا است. | در یوفا است. | در یوفا است. | در یوفا است. | در یوفا است. | در یوفا است. | در یوفا است. | ۱      |
| اندونزی   | ×             | ×             | ۱۵            | ×             | ×             | •             | ×             | ×             | ×             | •             | •             | •             | •             | •             | •             | •             | •             | •             | •            | •            | ×            | ×            |              |              |              | ۱      |
| کویت      | وجود نداشت.   | وجود نداشت.   | وجود نداشت.   | ×             | ×             | ×             | ×             | ×             | ×             | •             | •             | ۲۱            | •             | •             | •             | •             | •             | •             | •            | •            | ×            | ×            |              |              |              | ۱      |
| عراق      | وجود نداشت.   | وجود نداشت.   | وجود نداشت.   | ×             | ×             | ×             | ×             | ×             | ×             | •             | ×             | •             | ۲۳            | •             | •             | •             | •             | •             | •            | •            | •            | •            |              |              |              | ۱      |
| امارات    | وجود نداشت.   | وجود نداشت.   | وجود نداشت.   | وجود نداشت.   | وجود نداشت.   | وجود نداشت.   | وجود نداشت.   | وجود نداشت.   | وجود نداشت.   | وجود نداشت.   | ×             | ×             | •             | ۲۴            | •             | •             | •             | •             | •            | •            | •            | •            |              |              |              | ۱      |
| چین       | ×             | ×             | ×             | ×             | ×             | •             | ×             | ×             | ×             | ×             | ×             | •             | •             | •             | •             | •             | ۳۱            | •             | •            | •            | •            | •            |              |              |              | ۱      |
| قطر       | وجود نداشت.   | وجود نداشت.   | وجود نداشت.   | وجود نداشت.   | وجود نداشت.   | وجود نداشت.   | وجود نداشت.   | وجود نداشت.   | وجود نداشت.   | ×             | •             | •             | •             | •             | •             | •             | •             | •             | •            | •            | •            | ۳۲           |              |              |              | ۱      |
| روی هم    | ۰             | ۰             | ۱             | ۰             | ۱             | ۰             | ۰             | ۱             | ۱             | ۰             | ۱             | ۱             | ۲             | ۲             | ۲             | ۴             | ۴             | ۴             | ۴            | ۴            | ۵            | ۶            | ؟            | ؟            | ؟            | ۴۳     |

### جام ملت‌های آسیا
| تیم       | ۱۹۵۶          | ۱۹۶۰          | ۱۹۶۴          | ۱۹۶۸          | ۱۹۷۲          | ۱۹۷۶          | ۱۹۸۰          | ۱۹۸۴          | ۱۹۸۸          | ۱۹۹۲          | ۱۹۹۶          | ۲۰۰۰          | ۲۰۰۴          | ۲۰۰۷         | ۲۰۱۱         | ۲۰۱۵         | ۲۰۱۹         | ۲۰۲۳         | ۲۰۲۷         | سال |
| ایران     |               |               |               | ۱             | ۱             | ۱             | ۳             | ۴             | ۳             | ۵             | ۳             | ۶             | ۳             | ۶            | ۷            | ۶            | ۳            | ۳            | ؟            | ۱۵  |
| کره جنوبی | ۱             | ۱             | ۳             |               | ۲             |               | ۲             | ۹             | ۲             |               | ۸             | ۳             | ۷             | ۳            | ۳            | ۲            | ۵            | ۴            | ؟            | ۱۵  |
| چین       |               |               |               |               |               | ۳             | ۷             | ۲             | ۴             | ۳             | ۵             | ۴             | ۲             | ۹            | ۹            | ۷            | ۶            | ۱۸           | ؟            | ۱۳  |
| عربستان   |               |               |               |               |               |               |               | ۱             | ۱             | ۲             | ۱             | ۲             | ۱۳            | ۲            | ۱۵           | ۱۰           | ۱۲           | ۹            | ؟            | ۱۱  |
| قطر       |               |               |               |               |               |               | ۸             | ۵             | ۵             | ۶             |               | ۷             | ۱۴            | ۱۴           | ۵            | ۱۳           | ۱            | ۱            | ؟            | ۱۱  |
| امارات    |               |               |               |               |               |               | ۹             | ۶             | ۸             | ۴             | ۲             |               | ۱۵            | ۱۲           | ۱۳           | ۳            | ۴            | ۱۰           | ؟            | ۱۱  |
| ژاپن      |               |               |               |               |               |               |               |               | ۱۰            | ۱             | ۷             | ۱             | ۱             | ۴            | ۱            | ۵            | ۲            | ۷            | ؟            | ۱۰  |
| کویت      |               |               |               |               | ۵             | ۲             | ۱             | ۳             | ۷             |               | ۴             | ۵             | ۱۰            |              | ۱۴           | ۱۵           |              |              | ؟            | ۱۰  |
| عراق      |               |               |               |               | ۶             | ۴             |               |               |               |               | ۶             | ۸             | ۸             | ۱            | ۸            | ۴            | ۱۱           | ۱۲           | ؟            | ۱۰  |
| افغانستان |               |               |               |               | ۳             |               |               |               |               | ۷             | ۱۲            | ۹             | ۱۶            | ۱۰           |              |              | ۱۴           | ۱۳           | ؟            | ۸   |
| ازبکستان  |               |               |               |               |               |               |               |               |               |               | ۱۰            | ۱۲            | ۵             | ۷            | ۴            | ۸            | ۱۰           | ۵            | ؟            | ۸   |
| بحرین     |               |               |               |               |               |               |               |               | ۹             |               |               |               | ۴             | ۱۳           | ۱۰           | ۱۱           | ۱۴           | ۱۵           | ؟            | ۷   |
| سوریه     |               |               |               |               |               |               | ۵             | ۸             | ۶             |               | ۹             |               |               |              | ۱۱           |              | ۲۰           | ۱۱           | ؟            | ۷   |
| استرالیا  | در اُاف‌سی بود. | در اُاف‌سی بود. | در اُاف‌سی بود. | در اُاف‌سی بود. | در اُاف‌سی بود. | در اُاف‌سی بود. | در اُاف‌سی بود. | در اُاف‌سی بود. | در اُاف‌سی بود. | در اُاف‌سی بود. | در اُاف‌سی بود. | در اُاف‌سی بود. | در اُاف‌سی بود. | ۵            | ۲            | ۱            | ۷            | ۶            | ؟            | ۵   |
| اردن      |               |               |               |               |               |               |               |               |               |               |               |               | ۶             |              | ۶            | ۹            | ۹            | ۲            | ؟            | ۵   |
| هند       |               |               | ۲             |               |               |               |               | ۱۰            |               |               |               |               |               |              | ۱۶           |              | ۱۷           | ۲۴           | ؟            | ۵   |
| ویتنام    | ۴             | ۴             |               |               |               |               |               |               |               |               |               |               |               | ۸            |              |              | ۸            | ۲۱           | ؟            | ۵   |
| کره شمالی |               |               |               |               |               |               | ۴             |               |               | ۸             |               |               |               |              | ۱۲           | ۱۴           | ۲۴           |              | ؟            | ۵   |
| عمان      |               |               |               |               |               |               |               |               |               |               |               |               | ۹             | ۱۵           |              | ۱۲           | ۱۶           | ۱۷           | ؟            | ۵   |
| اندونزی   |               |               |               |               |               |               |               |               |               |               | ۱۱            | ۱۱            | ۱۱            | ۱۱           |              |              |              | ۱۶           | ؟            | ۵   |
| اسرائیل   | ۲             | ۲             | ۱             | ۳             | در یوفا است.  | در یوفا است.  | در یوفا است.  | در یوفا است.  | در یوفا است.  | در یوفا است.  | در یوفا است.  | در یوفا است.  | در یوفا است.  | در یوفا است. | در یوفا است. | در یوفا است. | در یوفا است. | در یوفا است. | در یوفا است. | ۴   |
| هنگ کنگ   | ۳             |               | ۴             | ۵             |               |               |               |               |               |               |               |               |               |              |              |              |              | ۲۳           | ؟            | ۴   |
| مالزی     |               |               |               |               |               | ۵             | ۶             |               |               |               |               |               |               | ۱۶           |              |              |              | ۲۲           | ؟            | ۴   |
| لبنان     |               |               |               |               |               |               |               |               |               |               |               | ۱۰            |               |              |              |              | ۱۸           | ۲۰           | ؟            | ۳   |
| فلسطین    |               |               |               |               |               |               |               |               |               |               |               |               |               |              |              | ۱۶           | ۱۹           | ۱۴           | ؟            | ۳   |
| تایوان    |               | ۳             |               | ۴             |               |               |               |               |               |               |               |               |               |              |              |              |              |              | ؟            | ۲   |
| ترکمنستان |               |               |               |               |               |               |               |               |               |               |               |               | ۱۲            |              |              |              | ۲۲           |              | ؟            | ۲   |
| قرقیزستان |               |               |               |               |               |               |               |               |               |               |               |               |               |              |              |              | ۱۵           | ۱۹           | ؟            | ۲   |
| میانمار   |               |               |               | ۲             |               |               |               |               |               |               |               |               |               |              |              |              |              |              | ؟            | ۱   |
| کامبوج    |               |               |               |               | ۴             |               |               |               |               |               |               |               |               |              |              |              |              |              | ؟            | ۱   |
| یمن جنوبی |               |               |               |               |               | ۶             |               |               |               | وجود ندارد.   | وجود ندارد.   | وجود ندارد.   | وجود ندارد.   | وجود ندارد.  | وجود ندارد.  | وجود ندارد.  | وجود ندارد.  | وجود ندارد.  | وجود ندارد.  | ۱   |
| سنگاپور   |               |               |               |               |               |               |               | ۷             |               |               |               |               |               |              |              |              |              |              | ؟            | ۱   |
| تاجیکستان |               |               |               |               |               |               |               |               |               |               |               |               |               |              |              |              |              | ۸            | ؟            | ۱   |
| بنگلادش   |               |               |               |               |               |               | ۱۰            |               |               |               |               |               |               |              |              |              |              |              | ؟            | ۱   |
| فیلیپین   |               |               |               |               |               |               |               |               |               |               |               |               |               |              |              |              | ۲۱           |              | ؟            | ۱   |
| یمن       |               |               |               |               |               |               |               |               |               |               |               |               |               |              |              |              | ۲۳           |              | ؟            | ۱   |
| مجموع     | ۴             | ۴             | ۴             | ۵             | ۶             | ۶             | ۱۰            | ۱۰            | ۱۰            | ۸             | ۱۲            | ۱۲            | ۱۶            | ۱۶           | ۱۶           | ۱۶           | ۲۴           | ۲۴           | ۲۴           |     |

## سایر مسابقات بین‌المللی

### جام کنفدراسیون‌ها
| تیم           | ۱۹۹۲          | ۱۹۹۵          | ۱۹۹۷          | ۱۹۹۹          | ۲۰۰۱          | ۲۰۰۳          | ۲۰۰۵          | ۲۰۰۹ | ۲۰۱۳ | ۲۰۱۷ | مجموع |
| ------------- | ------------- | ------------- | ------------- | ------------- | ------------- | ------------- | ------------- | ---- | ---- | ---- | ----- |
| ژاپن          | •             | ۶             | •             | •             | ۲             | ۶             | ۵             | •    | ۷    | •    | ۵     |
| عربستان سعودی | ۲             | ۵             | ۷             | ۴             | •             | •             | •             | •    | •    | •    | ۴     |
| کره جنوبی     | •             | •             | •             | •             | ۵             | •             | •             | •    | •    | •    | ۱     |
| امارات        |               | •             | ۶             | •             | •             | •             | •             | •    | •    | •    | ۱     |
| عراق          | •             | •             | •             | •             | •             | •             | •             | ۶    | •    | •    | ۱     |
| استرالیا      | در اُاف‌سی بود. | در اُاف‌سی بود. | در اُاف‌سی بود. | در اُاف‌سی بود. | در اُاف‌سی بود. | در اُاف‌سی بود. | در اُاف‌سی بود. | •    | •    | ۶    | ۱     |
| مجموع         | ۱             | ۲             | ۲             | ۱             | ۲             | ۱             | ۱             | ۱    | ۱    | ۱    | ۱۳    |

## بازیکن سال

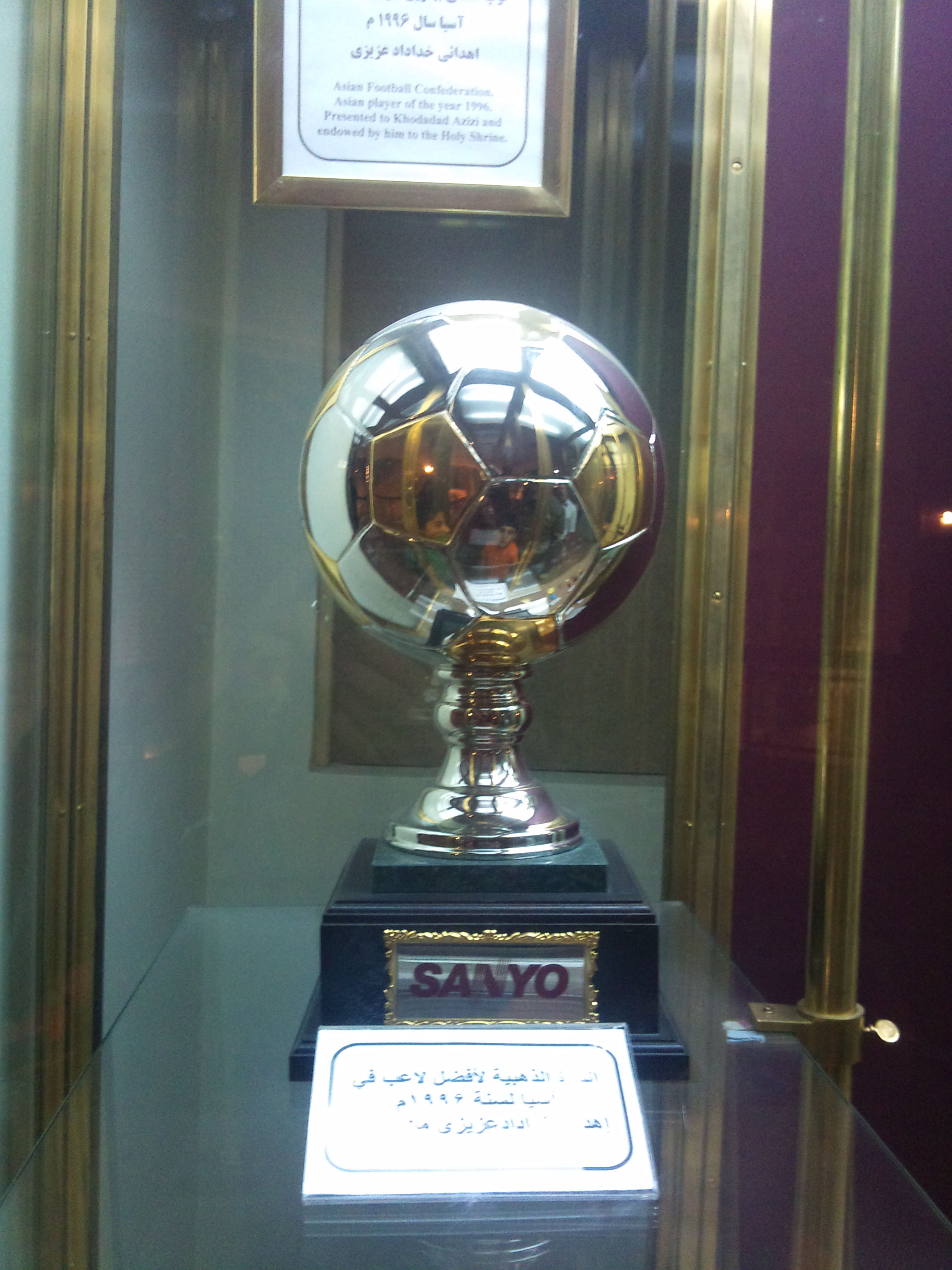
جایزه بازیکن سال فوتبال آسیای خداداد عزیزی در موزه آستان قدس رضوی

| سال  | بازیکن                   |
| ---- | ------------------------ |
| ۱۹۹۵ | ماسامی ایهارا            |
| ۱۹۹۶ | خداداد عزیزی             |
| ۱۹۹۷ | هیدتوشی ناکاتا           |
| ۱۹۹۸ | هیدتوشی ناکاتا           |
| ۱۹۹۹ | علی دایی                 |
| ۲۰۰۰ | نواف تمیاط               |
| ۲۰۰۱ | فان زهی                  |
| ۲۰۰۲ | شینجی اونو               |
| ۲۰۰۳ | مهدی مهدوی‌کیا            |
| ۲۰۰۴ | علی کریمی                |
| ۲۰۰۵ | حمد المنتشری             |
| ۲۰۰۶ | خلفان ابراهیم            |
| ۲۰۰۷ | یاسر القحطانی            |
| ۲۰۰۸ | سرور جپاروف              |
| ۲۰۰۹ | یاسوهیتو اندو            |
| ۲۰۱۰ | ساشا اوگننوفسکی          |
| ۲۰۱۱ | سرور جپاروف              |
| ۲۰۱۲ | لی کیون هو               |
| ۲۰۱۳ | ژنگ ژی                   |
| ۲۰۱۴ | ناصر الشمرانی            |
| ۲۰۱۵ | احمد خلیل                |
| ۲۰۱۶ | عمر عبدالرحمن            |
| ۲۰۱۷ | عمر خربین                |
| ۲۰۱۸ | عبدالکریم حسن            |
| ۲۰۱۹ | اکرم عفیف                |
| ۲۰۲۰ | به دلیل کرونا برگزار نشد |
| ۲۰۲۱ | به دلیل کرونا برگزار نشد |
| ۲۰۲۲ | سالم الدوسری             |
| ۲۰۲۳ | اکرم عفیف                |
| ۲۰۲۴ | اکرم عفیف                |

| کشور              | تعداد برنده |
| ----------------- | ----------- |
| ژاپن              | ۵           |
| عربستان سعودی     | ۵           |
| قطر               | ۵           |
| ایران             | ۴           |
| چین               | ۲           |
| ازبکستان          | ۲           |
| امارات متحده عربی | ۲           |
| کره جنوبی         | ۱           |
| استرالیا          | ۱           |
| سوریه             | ۱           |

## جام ملت‌های آسیا

### چهار کشور برتر هر دوره
| دوره | میزبان                            | دیدار پایانی | دیدار پایانی                      | دیدار پایانی | دیدار رده‌بندی | دیدار رده‌بندی                     | دیدار رده‌بندی  |
| دوره | میزبان                            | قهرمان       | نتیجه                             | نایب قهرمان  | سوم           | نتیجه                             | چهارم          |
| ---- | --------------------------------- | ------------ | --------------------------------- | ------------ | ------------- | --------------------------------- | -------------- |
| ۱۹۵۶ | هنگ کنگ                           | · کره جنوبی  | [ ۱۵ ]                            | · اسرائیل    | · هنگ کنگ     | [ ۱۵ ]                            | · ویتنام جنوبی |
| ۱۹۶۰ | کره جنوبی                         | · کره جنوبی  | [ ۱۵ ]                            | · اسرائیل    | · چین         | [ ۱۵ ]                            | · ویتنام جنوبی |
| ۱۹۶۴ | اسرائیل                           | · اسرائیل    | [ ۱۵ ]                            | · هند        | · کره جنوبی   | [ ۱۵ ]                            | · هنگ کنگ      |
| ۱۹۶۸ | ایران                             | · ایران      | [ ۱۵ ]                            | · برمه       | · اسرائیل     | [ ۱۵ ]                            | · چین          |
| ۱۹۷۲ | تایلند                            | · ایران      | ۲ – ۱ در وقت اضافه                | · کره جنوبی  | · تایلند      | ۲ – ۲ در وقت اضافه (۵ – ۳) پنالتی | · جمهوری خمر   |
| ۱۹۷۶ | ایران                             | · ایران      | ۱ – ۰                             | · کویت       | · چین         | ۱ – ۰                             | · عراق         |
| ۱۹۸۰ | کویت                              | · کویت       | ۳ – ۰                             | · کره جنوبی  | · ایران       | ۳ – ۰                             | · کره شمالی    |
| ۱۹۸۴ | سنگاپور                           | · عربستان    | ۲ – ۰                             | · چین        | · کویت        | ۱ – ۱ در وقت اضافه (۵ – ۳) پنالتی | · ایران        |
| ۱۹۸۸ | قطر                               | · عربستان    | ۰ – ۰ در وقت اضافه (۴ – ۳) پنالتی | · کره جنوبی  | · ایران       | ۰ – ۰ در وقت اضافه (۳ – ۰) پنالتی | · چین          |
| ۱۹۹۲ | ژاپن                              | · ژاپن       | ۱ – ۰                             | · عربستان    | · چین         | ۱ –۱ در وقت اضافه (۴ – ۳) پنالتی  | · امارات       |
| ۱۹۹۶ | امارات                            | · عربستان    | ۰ – ۰ در وقت اضافه (۴ – ۲) پنالتی | · امارات     | · ایران       | ۱ – ۱ در وقت اضافه (۳ – ۲) پنالتی | · کویت         |
| ۲۰۰۰ | لبنان                             | · ژاپن       | ۱ – ۰                             | · عربستان    | · کره جنوبی   | ۱ – ۰                             | · چین          |
| ۲۰۰۴ | چین                               | · ژاپن       | ۳ – ۱                             | · چین        | · ایران       | ۴ – ۲                             | · بحرین        |
| ۲۰۰۷ | اندونزی · مالزی · تایلند · ویتنام | · عراق       | ۱ – ۰                             | · عربستان    | · کره جنوبی   | ۰ – ۰ در وقت اضافه (۶ – ۵) پنالتی | · ژاپن         |
| ۲۰۱۱ | قطر                               | · ژاپن       | ۱ – ۰ در وقت اضافه                | · استرالیا   | · کره جنوبی   | ۳ – ۲                             | · ازبکستان     |
| ۲۰۱۵ | استرالیا                          | · استرالیا   | ۲ – ۱ در وقت اضافه                | · کره جنوبی  | · امارات      | ۳ – ۲                             | · عراق         |
| ۲۰۱۹ | امارات                            | · قطر        | ۳ – ۱                             | · ژاپن       | · ایران       | برگزار نشد                        | امارات         |
| ۲۰۲۳ | · قطر                             | · قطر        | ۳ _ ۱                             | · اردن       | · ایران       | برگزار نشد                        | · کره جنوبی    |

## یادداشت
1. 1 2 3  کشور عضو اقیانوسیه، اما تیم ملی عضو ای‌اف‌سی.
2. 1 2  کشور یا قسمتی از یک قلمرویی که به جای آنکه عضو کمیته المپیک آسیا باشد، عضو کمیته ملی المپیک اقیانوسیه می‌باشد.
3. ↑  عضو شورای المپیک آسیا است اما عضو آی‌اوسی نیست
4. ↑  عضو ای‌اف‌سی هست، اما عضو فیفا نیست.
5. ↑  قسمتی از کمیته المپیک ایالات متحده است و عضو آی‌اوسی نیست
6. ↑  عضو سابق کنفدراسیون فوتبال اقیانوسیه (۱۹۸۲–۱۹۷۶)، به ای‌اف‌سی پیوست.
7. ↑  عضو سابق کنفدراسیون فوتبال اقیانوسیه (۱۹۷۲–۱۹۶۶، ۲۰۰۶–۱۹۷۸)، به ای‌اف‌سی پیوست.
8. ↑  از این دوره به بعد رقابت رده‌بندی برای مقام سوم برگزار نمی‌شود و بر پایهٔ عملکرد دو تیم حذف شده در مرحلهٔ نیمه‌نهایی، تیم سوم انتخاب می‌شود.
9. ↑  از این دوره به بعد رقابت رده‌بندی برای مقام سوم برگزار نمی‌شود و بر پایهٔ عملکرد دو تیم حذف شده در مرحلهٔ نیمه‌نهایی، تیم سوم انتخاب می‌شود.